# Stamps
Stamps – miasto w Stanach Zjednoczonych, w stanie Arkansas, w hrabstwie Lafayette.